# Aktív objektum
Az aktív objektum tervezési minta a végrehajtást és a metódus hívást szétválasztó minta, aminek célja, hogy kiküszöbölje az objektumokkal járó önvezérlési hibákat, valamint, hogy segítse a kommunikáció során az asszinkron metódusmeghívást és ütemezze a beérkező kéréseket.
A minta hat elemből áll:
- A proxyból, ami biztosítja az interfészeket a felhasználók felé, nyilvánosan hozzáférhető metódusokkal.
- Az interfészből, amelyik leírja, hogy az aktív objektum mely metódusai hívhatók.
- A felhasználók függőben lévő kérelmeinek a listájából.
- Az ütemezőből, amelyik dönt, hogy legközelebb melyik kérelmet hajtsa végre.
- A kivitelezőből, ami végrehajtja az aktív objektum metódust.
- A változóból, amiből a felhasználók/ügyfelek kiolvashatják az eredményt.

## Példa
Egy példa az aktív objektum mintáról, Java nyelven.
```
class
 
OriginalClass

{

    
private
 
double
 
val
 
=
 
0.0
;

    
//

    
void
 
doSomething
()

    
{

        
val
 
=
 
1.0
;

    
}

    
//

    
void
 
doSomethingElse
()

    
{

        
val
 
=
 
2.0
;

    
}

}

class
 
BecomeActiveObject

{

    
private
 
double
 
val
 
=
 
0.0
;

    
private
 
BlockingQueue
<
Runnable
>
 
dispatchQueue

            
=
 
new
 
LinkedBlockingQueue
<
Runnable
>
();

    
//

    
public
 
BecomeActiveObject
()

    
{

        
new
 
Thread
(

                
new
 
Runnable
()

                
{

                    
@Override

                    
public
 
void
 
run
()

                    
{

                        
while
 
(
true
)

                        
{

                            
try

                            
{

                                
dispatchQueue
.
take
().
run
();

                            
}
 
catch
 
(
InterruptedException
 
e
)

                            
{
   
// okay, just terminate the dispatcher

                            
}

                        
}

                    
}

                
}

        
).
start
();

    
}

    
//

    
void
 
doSomething
()
 
throws
 
InterruptedException

    
{

        
dispatchQueue
.
put
(

                
new
 
Runnable
()

                
{

                    
public
 
void
 
run
()
 
{
 
val
 
=
 
1.0
;
 
}

                
}

        
);

    
}

    
//

    
void
 
doSomethingElse
()
 
throws
 
InterruptedException

    
{

        
dispatchQueue
.
put
(

                
new
 
Runnable
()

                
{

                    
public
 
void
 
run
()
 
{
 
val
 
=
 
2.0
;
 
}

                
}

        
);

    
}

}

```

### Java (alternatív)
Egy másik példa, szintén Java nyelven.
```
public
 
class
 
AnotherActiveObject
 
{

    
private
 
double
 
val
;

    

    
// container for tasks

    
// decides which request to execute next

    
// asyncMode=true means our worker thread processes its local task queue in the FIFO order

    
// only single thread may modify internal state

    
private
 
final
 
ForkJoinPool
 
fj
 
=
 
new
 
ForkJoinPool
(
1
,
 
ForkJoinPool
.
defaultForkJoinWorkerThreadFactory
,
 
null
,
 
true
);

    

    
// implementation of active object method

    
public
 
void
 
doSomething
()
 
throws
 
InterruptedException
 
{

        
fj
.
execute
(
new
 
Runnable
()
 
{

            
@Override

            
public
 
void
 
run
()
 
{

                
val
 
=
 
1.0
;

            
}

        
});

    
}

 

    
// implementation of active object method

    
public
 
void
 
doSomethingElse
()
 
throws
 
InterruptedException
 
{

        
fj
.
execute
(
new
 
Runnable
()
 
{

            
@Override

            
public
 
void
 
run
()
 
{

                
val
 
=
 
2.0
;

            
}

        
});

    
}

}

```

## Fordítás
Ez a szócikk részben vagy egészben  az   Active object című angol Wikipédia-szócikk fordításán alapul.  Az eredeti cikk szerkesztőit annak laptörténete sorolja fel. Ez a jelzés csupán a megfogalmazás eredetét és a szerzői jogokat jelzi, nem szolgál a cikkben szereplő információk forrásmegjelöléseként.